# Ibrahima Kandia Diallo
Ibrahima Kandia Diallo né le 15 novembre 1941 à Conakry et mort le 11 mai 2018 à Paris, est un footballeur guinéen.
Il est le meilleur buteur[Quand ?] de l'équipe de Guinée de football, disputant 56 matchs et marquant 33 buts.Il a participé au tournoi masculin des Jeux olympiques d'été de 1968.

## Biographie
Ibrahima Kandia Diallo naît en 1941 à Conakry. Originaires de Dalaba, ses parents et lui s’établissent à Téminétaye dans Kaloum.
Au début de l’indépendance, il participe aux différents stages de préparation de la première équipe nationale de football dont il devient le buteur.
Lors du match aller comptant pour la coupe des clubs champions, le 7 juin 1970 à Conakry, le Kaloum Star reçoit la Jeanne d’Arc de Dakar au stade du 28 septembre[pas clair] ; il marque trois buts en l’espace de sept minutes.

### Surnom
Ibrahima Kandia Diallo aussi appelé Monsieur but, c’est Boubacar Kanté qui lui donne ce surnom lors d’un match de barrage qualificatif des jeux olympiques de 1968, organisé à Casablanca entre la Guinée et l’Algérie. Au cours de cette rencontre, Kandia inscrit les deux buts du Syli national, permettant à son équipe de revenir à la hauteur des Algériens.

## Buts internationaux
Les scores et les résultats listent le décompte des buts de la Guinée en premier, la colonne des scores indique le score après chaque but de la Guinée
| #  | Date             | Lieu                   | Opposant            | Score | Résultat | Compétition                                                      |
| -- | ---------------- | ---------------------- | ------------------- | ----- | -------- | ---------------------------------------------------------------- |
| 1  | 2 octobre 1960   | Monrovia, Liberia      | Liberia             | 5–0   | 5–0      | Amical                                                           |
| 2  | 7 mai 1961       | Conakry, Guinée        | Mali                | 2–3   | 2–3      | Amical                                                           |
| 3  | 7 mai 1961       | Conakry, Guinée        | Mali                | 2–3   | 2–3      | Amical                                                           |
| 4  | 29 décembre 1961 | Conakry, Guinée        | Liberia             | 5–2   | 5–2      | Coupe Kwame Nkrumah                                              |
| 5  | 29 décembre 1961 | Conakry, Guinée        | Liberia             | 5–2   | 5–2      | Coupe Kwame Nkrumah                                              |
| 6  | 29 décembre 1961 | Conakry, Guinée        | Liberia             | 5–2   | 5–2      | Coupe Kwame Nkrumah                                              |
| 7  | 1er avril 1962   | Bamako, Mali           | Mali                | 1–3   | 1–3      | Coupe Kwame Nkrumah                                              |
| 8  | 16 décembre 1962 | Conakry, Guinée        | Allemagne de l'Est  | 2–3   | 2–3      | Amical                                                           |
| 9  | 16 décembre 1962 | Conakry, Guinée        | Allemagne de l'Est  | 2–3   | 2–3      | Amical                                                           |
| 10 | 2 octobre 1963   | Conakry, Guinée        | Côte d'Ivoire       | 1–0   | 2–0      | Amical                                                           |
| 11 | 2 octobre 1963   | Conakry, Guinée        | Côte d'Ivoire       | 2–0   | 2–0      | Amical                                                           |
| 12 | 6 octobre 1963   | Conakry, Guinée        | Nigeria             | 1–0   | 1–0      | Qualifications à la Coupe d'Afrique des nations de football 1963 |
| 13 | 3 octobre 1964   | Conakry, Guinée        | Dahomey             | 5–2   | 5–2      | Amical                                                           |
| 14 | 25 décembre 1964 | Abidjan, Côte d'Ivoire | Côte d'Ivoire       | 1–1   | 1–1      | Qualification aux Jeux Africains de 1965 (en)                    |
| 15 | 31 décembre 1964 | Abidjan, Côte d'Ivoire | Ghana U23           | 3–3   | 3–3      | Qualification aux Jeux Africains de 1965 (en)                    |
| 16 | 31 décembre 1964 | Abidjan, Côte d'Ivoire | Ghana U23           | 3–3   | 3–3      | Qualification aux Jeux Africains de 1965 (en)                    |
| 17 | 31 mars 1965     | Conakry, Guinée        | Sénégal             | 3–1   | 3–1      | Qualifications à la Coupe d'Afrique des nations de football 1965 |
| 18 | 18 avril 1965    | Conakry, Guinée        | Liberia             | 7–0   | 7–0      | Amical                                                           |
| 19 | 18 avril 1965    | Conakry, Guinée        | Liberia             | 7–0   | 7–0      | Amical                                                           |
| 20 | 6 mars 1966      | Conakry, Guinée        | Sénégal             | 5–0   | 5–0      | Amical                                                           |
| 21 | 25 février 1967  | Conakry, Guinée        | Sénégal             | 3–0   | 3–0      | Qualifications à la Coupe d'Afrique des nations de football 1968 |
| 22 | 19 mars 1967     | Dakar, Sénégal         | Sénégal             | 1–4   | 1–4      | Qualifications à la Coupe d'Afrique des nations de football 1968 |
| 23 | 2 avril 1967     | Conakry, Guinée        | Liberia             | 3–0   | 3–0      | Qualifications à la Coupe d'Afrique des nations de football 1968 |
| 24 | 31 mars 1968     | Conakry, Guinée        | Burkina Faso        | 3–1   | 3–1      | Amical                                                           |
| 25 | 10 avril 1968    | Cotonou, Bénin         | Dahomey             | 4–2   | 4–2      | Amical                                                           |
| 26 | 26 juin 1968     | Casablanca, Moroc      | Algérie             | 2–2   | 2–2      | Tournoi pré-olympique de la CAF 1967-1968                        |
| 27 | 4 avril 1969     | Conakry, Guinée        | Niger               | 5–0   | 5–0      | Amical                                                           |
| 28 | 11 mai 1969      | Lomé, Togo             | Togo                | 1–1   | 1–1      | Qualifications à la Coupe d'Afrique des nations de football 1970 |
| 29 | 12 octobre 1969  | Conakry, Guinée        | Sénégal             | 4–3   | 4–3      | Qualifications à la Coupe d'Afrique des nations de football 1970 |
| 30 | 12 octobre 1969  | Conakry, Guinée        | Sénégal             | 4–3   | 4–3      | Qualifications à la Coupe d'Afrique des nations de football 1970 |
| 31 | 8 janvier 1973   | Ibadan, Nigéria        | Égypte              | 4–1   | 4–1      | Football aux Jeux africains de 1973                              |
| 32 | 11 janvier 1973  | Ibadan, Nigéria        | République du Congo | 5–1   | 5–1      | Football aux Jeux africains de 1973                              |
| 33 | 11 janvier 1973  | Ibadan, Nigéria        | République du Congo | 5–1   | 5–1      | Football aux Jeux africains de 1973                              |